# Temozolomide
La temozolomide è un analogo triazenico della dacarbazina con attività antineoplastica. Come tutti gli agenti citotossici alchilanti, la temozolomide viene convertita in forma attiva a pH fisiologico, il composto attivo ha breve durata d'azione, esso è: la carbossammide monometil triazeno imidazolo (MTIC).
La citotossicità dell'MTIC è dovuta principalmente a metilazione del DNA nelle posizioni N7 e O6 della guanina, con conseguente inibizione della replicazione del DNA. A differenza della dacarbazina, che viene metabolizzata a MITC solo nel fegato, la temozolomide viene metabolizzata a MITC in tutti i siti.
Temozolomide è somministrato per via orale e supera anche la BEE nel sistema nervoso centrale.
Essa viene usata nel trattamento del glioma maligno (anche in pazienti pediatrici) e del glioblastoma multiforme.
Il farmaco è commercializzato e brevettato dalla Schering-Plough Corporation con il nome di Temodal; dal 2010 l'EMEA ha autorizzato la commercializzazione del farmaco in forma di generico.

## Storia
L'agente è stato scoperto da Simon Langdon, Niel Gibson, John Hickman e Mike Tisdale della Aston University di Birmingham, in Inghilterra. La molecola è stata sintetizzata dallo studente di dottorato Robert Stone, in un progetto diretto da Malcolm Stevens per trovare anti-allergeni. La sua attività preclinica è stata riportata nel 1987 in Cancer Research. Stevens ha poi diretto il suo sviluppo con il defunto Edward Newlands al Charing Cross Hospital. I test clinici condotti sui pazienti con forme tumorali cerebrali furono completati nel 1997. Il farmaco è stato commercializzato per la prima volta al di fuori del Regno Unito e in America nell'agosto del 1999 e dal 2000 ha iniziato ad essere disponibile per i pazienti di altri paesi.

### In Italia
In Italia la data di autorizzazione all'immissione in commercio è del 26 gennaio 1999.

## Farmacocinetica

### Assorbimento
L'assorbimento gastrointestinale del farmaco è rapido e completo.

### Distribuzione
Il volume di distribuzione e la clearance sono rispettivamente: 0.4 L/kg e 5.5 L/hr/m2

### Metabolismo
L'emivita è di circa 1,8 ore.

### Eliminazione
Il 38% del farmaco, somministrato in forma radioattiva, è eliminato dopo 7 giorni con le urine (37,7%) e le feci (0,8%).

## Farmacodinamica
La temozolomide è un profarmaco, infatti, non è attiva fino a quando non viene convertita, a pH fisiologico in MTIC (carbossammide monometil triazeno imidazolo).
Il farmaco attivo: MTIC è prodotto attraverso l'idrolisi dell'acqua in corrispondenza della posizione C4 altamente elettropositiva della temozolomide, provocando nell'anello della temozolomide una rottura, con un rilascio di CO2 e MTIC.
Si pensa che il MTIC sia capace di alchilare il DNA nella posizione N7 della guanina, ed anche l'adenosina in O3 e l'atomo O6  della guanosina.
Questa metilazione dei residui di guanina determina rotture del DNA a singolo e doppio filamento e la successiva morte cellulare per apoptosi.
Si suggerisce che la N7-metilguanina gioca un ruolo decisivo nella attività antitumorale del farmaco, in quanto vi è una correlazione tra la sensibilità delle linee cellulari tumorali alla temozolomide e l'attività di alchiltransferasi O6-alchilguanine, che è la proteina di riparazione del DNA capace di rimuovere specificamente i gruppi alchilici dalla posizione O6 della guanina. Le linee di cellule che hanno bassi livelli espressi di AGT (Achil guanosine transferasi), infatti, sono più sensibili alla citotossicità di temozolomide.
Si ritiene inoltre che il meccanismo citotossico della temozolomide è legato alla alterazione del sistema (DNA MMR) del DNA capace di trovare una base complementare per la guanina metilata. Il sistema DNA MMR è coinvolto nella formazione di un certo numero di proteine che sono capaci di rimuovere la guanina metilata. Le evidenze sperimentali mostrano che quando questo processo di riparazione è rivolto a filamento di DNA di fronte al O6-metilguanina, la sua incapacità di trovare il corretto obiettivo molecolare, porta alla permanenza di un filamento longevo di DNA. L'accumulo di questi filamenti longevi conduce alla inibizione della replicazione verso le cellule figlie, bloccando così il ciclo cellulare nella fase della mitosi: G2-M.

## Usi clinici
Temozolomide è un agente alchilante orale citotossico di seconda generazione, utilizzato nel trattamento di gliomi avanzati. È indicato nel glioblastoma multiforme di nuova diagnosi ed anche nella recidiva o nella progressione maligna dei gliomi, quali il glioblastoma multiforme o l'astrocitoma anaplastico. Esistono anche usi off-label in cui viene usata e studiata.

### In label
Il farmaco è indicato nel trattamento di pazienti con: glioblastoma multiforme di prima diagnosi in concomitanza a radioterapia e in seguito come monoterapia. In caso di glioma maligno, quale il glioblastoma multiforme o l'astrocitoma anaplastico, che manifestino recidiva o progressione dopo la terapia standard.
- Glioblastoma multiforme di grado IV (GBM IV)[5][6][7]
- Glioblastoma in associazione alla radioterapia.[8][9][10][11]
- Astrocitoma di grado IV[12][13][14]
- Astrocitoma anaplastico di grado III[12][15]
- Oligodendroglioma[15][16][17]

Uno studio tedesco dell'Università di Tubinga, ha verificato l'efficacia di un regime terapeutico intensivo che prevedeva la somministrazione del farmaco a settimane alterne.

### Off-label
Melanoma

## Controindicazioni
Gravidanza, allattamento, in caso di grave mielosoppressione e in casi di ipersensibilità nota ai suoi componenti od alla dacarbazina.

## Effetti collaterali
Gli effetti collaterali rilevati in tre studi clinici con la temozolomide in associazione alla radioterapia e da sola, sono stati:
- fatica 7 - 9%;
- nausea 1%,
- vomito <1 - 2%;
- anoressia 1%,
- emicrania 2 - 4%;
- stipsi 1%;
- convulsioni 3%;
- trombocitopenia 3 - 4%.
- Infezioni da citomegalovirus.[25]
- Con una Nota Informativa del 12 dicembre 2013 l'AIFA segnala che sono stati riportati casi di danno epatico, inclusa l'insufficienza epatica fatale.[26]

## Dosi terapeutiche
La Temozolomide è disponibile in capsule di colore:
- bianco e verde da 5 mg;
- bianco e giallo da 20 mg;
- bianco e rosa da 100 mg;
- bianco e blu da 140 mg;
- bianco e arancione da 180 mg;
- bianco da 250 mg;

e in polvere per la preparazione di una soluzione per infusione in vena con flebo.
La dose dipende dalla superficie corporea (calcolata in base all'altezza e al peso del paziente) e varia da 75 a 200 mg per m², una sola volta al giorno.

### Sovradosaggio
In caso di sovradosaggio, è necessaria valutazione ematologica e devono essere istituite misure di supporto secondo le necessità del caso.

## Gravidanza e allattamento
Controindicato.

## Interazioni
Va assunto lontano dai pasti, perché il cibo determina un calo del 33% nella Cmax e del 9 % e dell'area sotto la curva (AUC).
La somministrazione contemporanea di desametasone, proclorperazina, fenitoina, carbamazepina, ondansetron, antagonisti dei recettori H2 o fenobarbitale non altera la clearance mentre con l'acido valproico vi è un lieve ma statisticamente significativo, calo della clearance della temozolomide.
Per lo scarso metabolismo epatico e il basso legame sieroproteico la temozolomide non modifica la farmacocinetica di altri farmaci.

## Linee guida
Alla data del gennaio 2011 sono pubblicati oltre 2100 studi sul farmaco, di cui 4 metanalisi e 2 Linee guida.